# Parlamentsvalet i Polen 2023
Parlamentsvalet i Polen 2023 bestod av två val, senatsvalet och valet till sejm. Det genomfördes den 25 oktober 2023. Valdeltagandet var 74,4%, det högsta sedan kommunistregimen tid. Valet resulterade i att regeringen Donald Tusk III tillträdde 13 december 2023.

## Bakgrund

### Ny kommission från maj 2023
I maj 2023 infördes en ny lag som stadgar att en nyinrättad kommission utan domstolsbeslut kan utesluta politiker från offentliga ämbeten under en period av tio år om politikern enligt kommissionens uppfattning varit påverkad av ryska intressen. Enligt denna nyinförda lag ska kommissionen specifikt undersöka om detta gäller polska regeringspolitiker från 2007 (efter PiS nederlag i parlamentsvalet 2007).
Enligt kritikerna finns risk för att lagen kom till för att få bort utvalda oppositionspolitiker från deltagande i parlamentsvalet 2023. Polska medier talade därför om en "Lex Tusk" – en lag riktad mot oppositionsledaren och före detta premiärministern Donald Tusk (2007–2014), som med lagens hjälp kunde ha uteslutits från parlamentsvalet i oktober 2023. Partikretsar i PiS anklagade upprepade gånger Tusk för att göra Polen beroende av energiimport från Ryssland under sin period som regeringschef. Lagen fick stark kritik från USA och EU, som uttryckte oro över att lagen äventyrade frihet och rättvisa i val i Polen.
President Duda mildrade sedan lagen genom att införa en ändring av Sejmen den 2 juni 2023. Detta fråntog den föreslagna kommissionen den tidigare planerade rätten att införa ett förbud mot politisk verksamhet.